# Silvano (opéra)
Personnages
Silvano est un opéra du compositeur italien Pietro Mascagni, sur un livret de Giovanni Targioni-Tozzetti inspiré d'un roman d'Alphonse Karr, créé le 25 mars 1895 à la La Scala de Milan.

## Description
Opéra en deux actes, le livret est en italien et la durée est d'environ 80 minutes. L'opéra est défini dans la partition comme un « drame marin » (« dramma marinaresco »). L'histoire est inspirée du roman Histoire de Romain d’Étretat d'Alphonse Karr, de 1836. L'opéra devait s'appeler originellement Romano, mais la famille de l'auteur refusa la trop grande ressemblance et de demanda au compositeur de modifier son titre et son approche de l'œuvre.
Il correspond au retour de Mascagni vers le genre de l'opéra vériste, qu'il a par ailleurs lui-même inauguré avec Cavalleria rusticana. L'opéra est composé en un flot continu d'air sans récitatif.
L'ouvrage est créé au Teatro alla Scala de Milan le 25 mars 1895, dirigé par Rodolfo Ferrari. Le manque de succès de l’opéra était attribué tantôt au livret, tantôt à l'impact émotionnel insuffisant de la musique. Le compositeur lui-même a défini Silvano comme « deux actes de peu ».
Silvano est créé en première nationale au Royaume-Uni au City Halls l'Opéra d'Écosse à Glasgow, le 14 avril 2019 en version concert.

## Résumé
Silvano, un pêcheur devenu contrebandier pour faire face à la misère, rentre dans son pays après sa sortie de prison. Il découvre que sa petite amie Mathilde a entre-temps succombé à l'amour de Renzo, un pêcheur au comportement violent. Mathilde est sur le point de quitter Renzo, mais lorsque Silvano surprend les amants ensemble, elle tue Renzo d'un coup de feu.

## Rôles
| Rôle    | Voix          | Créateurs,        |
| ------- | ------------- | ----------------- |
| Silvano | ténor         | Fernando de Lucia |
| Renzo   | baryton       | Giuseppe Pacini   |
| Matilde | soprano       | Adelina Stehle    |
| Rosa    | mezzo-soprano |                   |

## Enregistrements
- Mascagni: Silvano, dir. Peter Tiboris, avec le Bohuslav Martinu Philharmonic Orchestra, 1995, par Elysium, GRK707, 1CD[5].